# Histoire d'avanturiers qui se sont signalez dans les Indes
 (janvier 2020).
Si vous disposez d'ouvrages ou d'articles de référence ou si vous connaissez des sites web de qualité traitant du thème abordé ici, merci de compléter l'article en donnant les références utiles à sa vérifiabilité et en les liant à la section « Notes et références ».
Histoire des avanturiers qui se sont signalez dans les Indes, contenant ce qu'ils ont fait de plus remarquable depuis vingt années est un livre autobiographique de piraterie publié en 1678 par le flibustier français Alexandre-Olivier Exquemelin, qui laissa de nombreuses traces sur les coutumes de la piraterie.
Lors des rééditions du livre d'Alexandre-Olivier Exquemelin sera ajouté en quatrième partie les récits de 1684 du chirurgien de marine anglais Basil Ringrose, qui a accompagné de 1680 à 1682 le chef pirate Bartholomew Sharp, ainsi que d'autres pirates du Panama. Ces récits sont regroupés dans The South Seas Waggoner. Cette réédition a été redécouverte au XIXe siècle.
L'Histoire des Avanturiers qui se sont signalez dans les Indes est parue pour la première fois en 1678 à Amsterdam, en version néerlandaise, chez l’éditeur amstellodamois Jan ten Hoorn. Son succès fit qu'un an plus tard paraissait une traduction allemande, titrée Americanische Seeräuber et trois ans plus tard une traduction espagnole : Piratas de la América. Six ans après la première édition sort en 1684, chez l’éditeur William Crooke, l'édition qui aura le plus succès : une traduction anglaise de cette version espagnole, intitulée Bucaniers of America, laquelle fit l’objet d’un deuxième tirage après seulement trois mois.
Ce témoignage historique sera complété quelques décennies plus tard par ceux de William Dampier, Lionel Wafer et Raveneau de Lussan, en particulier sur le Rendez-vous de l'île d'Or qui permet de traverser chaque année entre 1680 et 1688 l'isthme de Panama avec l'aide des Indiens kunas.